# Ieji
Ieji (en rus: Ежи) és un poble de l'óblast de Tomsk, a Rússia, que el 2010 tenia 386 habitants. Els russos en formen el grup ètnic principal.